# Poséidon (film, 2006)
Pour les articles homonymes, voir Poséidon (homonymie).
Pour plus de détails, voir Fiche technique et Distribution.
Poséidon (Poseidon) est un film américain réalisé par Wolfgang Petersen et sorti en 2006. Il s'agit d'une adaptation cinématographique du roman The Poseidon Adventure de Paul Gallico publié en 1969, déjà adapté en 1972 avec le film L'Aventure du Poséidon de Ronald Neame.
Sortie le 12 mai 2006 en format IMAX, Poséidon est nommé à la 78e cérémonie des Oscars en 2006 et aux Visual Effects Society en  2007 dans la catégorie  « meilleurs effets visuels ». À sa sortie, le film a rapporté 181 millions de dollars dans le monde, bien en-deçà de son seuil de rentabilité.

## Synopsis
Le 31 décembre 2005, le Poséidon, un paquebot de vingt étages, treize ponts et huit cents cabines, traverse l'océan Atlantique pour rejoindre New York après un voyage jusqu'en Grèce.
Un des passagers, Dylan Johns (Josh Lucas), pratique son jogging matinal sur le pont du navire. Jennifer Ramsey (Emmy Rossum) et Christian (Mike Vogel) sont, quant à eux, enlacés dans une luxueuse cabine quand surgit Robert (Kurt Russell), père de Jennifer, ancien maire de New York, qui se dispute immédiatement avec sa fille, choqué par le comportement des amoureux. Une passagère clandestine, Elena Morales (Mia Maestro), croise le chemin de Dylan et lui demande le chemin des cuisines. Elle y retrouve Marco Valentin (Freddy Rodríguez), un serveur, qui lui ordonne de retourner dans la cabine où il la cache.
Le soir, de nombreux passagers se rassemblent dans la salle de bal pour fêter la nouvelle année. Le capitaine Bradford (Andre Braugher) commence les festivités avec la chanteuse (Fergie, des Black Eyed Peas). Sur un balcon surplombant la salle de bal, Dylan et Ramsey jouent au poker avec Larry « la chance » (Kevin Dillon). Plus tard dans la soirée, Dylan rencontre Conor (Jimmy Bennett), un garçon de huit ans qui le bouscule alors qu'il joue avec sa PlayStation Portable. Dylan rencontre ensuite Maggie (Jacinda Barrett), la mère du garçon, qu'il tente de séduire. Alors que le décompte précédant minuit commence, Richard Nelson (Richard Dreyfuss), un architecte déçu que son ex-amant ne l'appelle pas, s'apprête à se suicider en sautant à la mer.
Pendant ce temps, sur la passerelle, le second scrute avec effroi l'horizon : une vague scélérate de plus de trente mètres de haut fonce sur le navire. Il tente de redresser la barre pour éviter un choc latéral, mais la muraille d'eau se fracasse sur le paquebot qui se retrouve quille en l'air. Les passagers et les membres d'équipage sont projetés au plafond, certains sont broyés par des débris et d'autres passent par-dessus bord. Des canalisations de gaz se rompent et déclenchent plusieurs départs de feu alors que les lumières s'éteignent et plongent des sections entières du paquebot dans l'obscurité.
Des dizaines de rescapés reprennent ensuite leur esprits dans la salle de bal, encore intacte bien que située sous la ligne de flottaison. Le capitaine Bradford insiste pour que tout le monde reste sur place en attendant les secours. Mais Dylan décide de tenter sa chance par ses propres moyens, en se dirigeant vers le compartiment qui donne sur les hélices du navire. Conor et sa mère lui demandent alors de les emmener. Ramsey, Nelson et Valentin veulent eux aussi les accompagner. À contrecœur, Dylan accepte. Ils se rendent d'abord dans la discothèque pour retrouver Jennifer, la fille de Ramsay. Celle-ci vient tout juste de réussir à libérer Christian, qui était coincé sous des projecteurs, grâce à Elena et Larry « la chance ».
Commence alors leur périple pour parvenir à l'air libre.

## Fiche technique
- Titre original : Poseidon
- Titre français : Poséidon
- Réalisation : Wolfgang Petersen
- Scénario : Mark Protosevich, d'après le roman The Poseidon Adventure de Paul Gallico
- Musique : Klaus Badelt
- Montage : Peter Honess
- Photographie : John Seale
- Décors : William Sandell
- Costumes : Erica Edell Phillips
- Production : Mike Fleiss, Akiva Goldsman, Duncan Henderson, Lome Orleans et Wolfgang Petersen

Production exécutive : Sheila Allen, Kevin Burns, Jon Jashni et Benjamin Waisbren
- Sociétés de production : Warner Bros., Virtual Studios, Radiant Production, Next Entertainment, Irwin Allen Productions et Synthesis Entertainment
- Distribution : Warner Bros.
- Pays de production :  États-Unis
- Budget : 160 000 000 $
- Langues originales : anglais, espagnol
- Format : Couleur - 2,39:1 - 35mm
- Genre : catastrophe, action
- Durée : 98 minutes
- Dates de sortie :
  - États-Unis : 12 mai 2006
  - France : 14 juin 2006

## Distribution

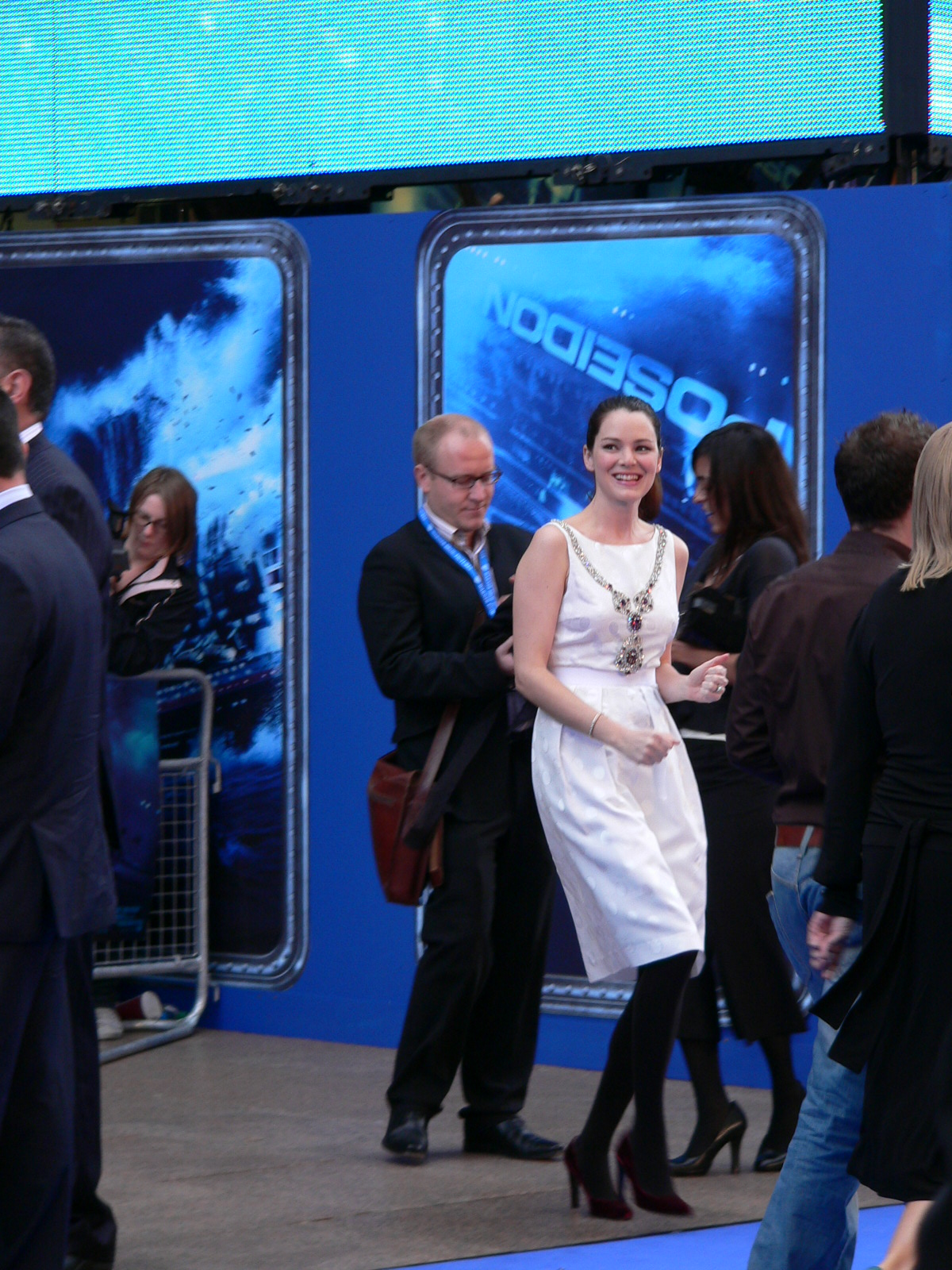
L'actrice Jacinda Barrett à la première du film, le 28 mai 2006.

- Josh Lucas (VF : Philippe Valmont ; VQ : Patrice Dubois) : Dylan Johns
- Kurt Russell (VF : Philippe Vincent ; VQ : Jean-Luc Montminy) : Robert Ramsey, ancien maire de New York
- Richard Dreyfuss (VF : Michel Papineschi ; VQ : Luis de Cespedes) : Richard Nelson, architecte
- Emmy Rossum (VF : Agathe Schumacher ; VQ : Geneviève Désilets) : Jennifer Ramsey, fille de Robert
- Mike Vogel (VF : Julien Allouf ; VQ : Hugolin Chevrette-Landesque) : Christian, amoureux de Jennifer
- Jimmy Bennett (VQ : François-Nicolas Dolan) : Conor James
- Jacinda Barrett (VF : Laurence Bréheret ; VQ : Aline Pinsonneault) : Maggie James, mère de Conor
- Mía Maestro (VF : Ève Lorach ; VQ : Valérie Gagné) : Elena Morales, passagère clandestine
- Freddy Rodríguez (VF : Emmanuel Garijo ; VQ : Martin Watier) : Marco Valentin, serveur cachant Elena
- Fergie : Gloria
- Andre Braugher (VF : Jean-Paul Pitolin ; VQ : Marc-André Bélanger) : le capitaine Bradford
- Kevin Dillon (VF : Boris Rehlinger ; VQ : Daniel Picard) : Larry « la chance »
- Kirk B.R. Woller : l'officier en chef Reynolds
- Kelly McNair : Emily
- Gabriel Jarret : 1er officier Chapman
- David Reivers : John
- Gordon Thomson : Jay
- Jan Munroe : Nick
- Caroline Lagerfelt : Mary

Sources et légende : Version française (VF) sur Voxofilm

## Production
Il s'agit d'une adaptation cinématographique du roman The Poseidon Adventure de Paul Gallico, déjà adapté dans L'Aventure du Poséidon de Ronald Neame, sorti en 1972. Dans ce dernier, les décors du film étaient basés sur le Queen Mary. Pour Poséidon, l'équipe des décors s'est inspirée du Queen Mary 2. La salle de bal a ainsi été conçue sur le modèle de la salle à manger principale du paquebot britannique.
Parmi la production exécutive se trouve Sheila Allen, une actrice qui avait joué un petit rôle dans la précédente adaptation cinématographique L'Aventure du Poséidon produite en 1972 par celui qui l'épousa 2 ans plus tard, Irwin Allen, et qui produisit et réalisa une suite en 1979 intitulée Le Dernier Secret du Poseidon.

## Bande originale
La bande originale est sortie le 9 mai 2006 et comprend les musiques composées par Klaus Badelt, ainsi que des chansons originales interprétées par Fergie, qui a joué le personnage de Gloria dans le film, et par Federico Aubele (en). 
| 1.  | Won't Let You Fall, song                | Fergie               | 4:36 |
| 2.  | Bailamos, song                          | Fergie               | 3:10 |
| 3.  | Postales, song                          | Federico Aubele (en) | 4:09 |
| 4.  | The Poseidon, film score~The Poseidon   |                      | 3:18 |
| 5.  | The Poseidon, film score~The Wave       |                      | 4:37 |
| 6.  | A Poseidon, film score~A Map and a Plan |                      | 2:29 |
| 7.  | Poseidon, film score~Fire Dive          |                      | 2:48 |
| 8.  | Poseidon, film score~Claustrophobia     |                      | 7:09 |
| 9.  | Poseidon, film score~Drowning           |                      | 3:04 |
| 10. | Poseidon, film score~Don't Look Down    |                      | 2:43 |
| 11. | Poseidon, film score~Escape             |                      | 2:41 |

Be Without You (Moto Blanco Vocal Mix) (8:44) interpreté par Mary J. Blige est joué dans le film mais n'a pas été inclus dans la bande originale.

## Distinctions

### Nominations
(mai 2019).
- Oscar 2007 :
  - Meilleurs effets visuels
- Razzie Awards 2007 :
  - Pire remake ou suite
- Visual Effects Society 2007 :
  - Outstanding Created Environment in a Live Action Motion Picture
  - Best Single Visual Effect of the Year
  - Compositing dans un film
- Taurus World Stunt Awards 2007 :
  - Hardest Hit